# Vallée de l'Ahzar

Vallée de l'Ahzar é um uádi na África Ocidental, que, na maior parte do seu curso, forma a fronteira Mali-Níger. Separa a região de Ménaka (do Mali) das regiões Tahoua e Tillabéri (do Níger).